# 林世煜
林世煜（英語：Michael Lin，1953年8月2日—2022年9月25日）是生於臺灣臺南安平的臺灣政治運動人物，在1980年代加入黨外運動，曾擔任政論雜誌《八十年代》編輯、《深耕雜誌》總編輯、《自由時代周刊》發行人。

## 生平
國立政治大學外交學系學士、政治學研究所碩士。
1978年，就讀國立政治大學政治學研究所一年級時，認識當時就讀國立政治大學新聞研究所的林應專。林應專之父林景元為高雄縣黑派成員，推舉林應專以無黨籍參選高雄縣增額國大代表，林世煜至高雄幫忙助選，此後加入黨外運動。
1979年，其建中同學林正杰介紹他認識康寧祥，經康寧祥邀請，加入《八十年代》雜誌社。
1979年，參與美麗島事件。
1980年2月，因為發生林宅血案。4月，康寧祥決定停辦雜誌社，希望雜誌社原有人員改成擔任他的助理，協助他競選，林世煜決定離開康寧祥團隊。後周清玉決定參選國大代表，邀請林世煜擔任他的競選總幹事，12月，林世煜協助周清玉在選戰中獲勝，以台北市最高票當選。在競選結束後，林世煜加入林正杰創辦的《進步》雜誌，擔任總編輯。《進步》雜誌在出第一期之後就被行政院新聞局查禁，林世煜隨即又加入《深耕》雜誌，擔任總編輯。
1984年，林世煜離開政治圈，轉而經營自己的生意。
2000年之後，與其妻胡慧玲共同投入陳文成博士紀念基金會的台灣戰後白色恐怖時代口述歷史的田野調查與轉型正義問題。
2014年3月，與黃國昌等人共同組成公民組合。
2015年1月25日，以林世煜與林峯正為首的派系由公民組合中分裂出來，組成時代力量。
2019年8月24日，因黨內紛爭問題，離開自己聯合創立的「時代力量」，宣佈退黨。
2022年9月25日，在攀登合歡山後過世。享年六十九歲。

## 個人生活
1980年12月，與胡慧玲結婚。

## 外部連結
- 林世煜的Facebook專頁
- 《思想》22期 蕭阿勤：林世煜先生訪談錄